# Gouvernement Berge
Halvorsen II Mowinckel I
Le Gouvernement Berge est un gouvernement norvégien mené par Abraham Berge. Ce gouvernement est à la tête de la Norvège du 30 mai 1923 au 25 juillet 1924.
| Ministère                                 | Nom                        | Parti | Dates                       |
| ----------------------------------------- | -------------------------- | ----- | --------------------------- |
| Premier Ministre et Ministre des Finances | Abraham Berge              | FrV   | du 30.05.1923 au 25.07.1924 |
| Ministre des Affaires étrangères          | Christian Fredrik Michelet | H     | du 30.05.1923 au 25.07.1924 |
| Ministre de la Justice                    | Christian Lange Rolfsen    | H     | du 30.05.1923 au 25.07.1924 |
| Ministre de l'Agriculture                 | Anders Venger              | H     | du 30.05.1923 au 25.07.1924 |
| Ministre du culte                         | Ivar B. Sælen              | H     | du 30.05.1923 au 23.11.1923 |
|                                           | Karl Sanne                 | H     | du 23.11.1923 au 25.07.1924 |
| Ministre de la Défense                    | Karl Wilhelm Wefring       | FrV   | du 30.05.1923 au 25.07.1924 |
| Ministre des Affaires sociales            | Odd Klingenberg            | H     | du 30.05.1923 au 25.07.1924 |
| Ministre du Commerce                      | Johan Henrik Rye Holmboe   | FrV   | du 30.05.1923 au 25.07.1924 |
| Ministre du Travail                       | Cornelius Middelthon       | H     | du 30.05.1923 au 25.07.1924 |